# Carl Rogberg (musiker)
Carl August Michael Rogberg född 6 maj 1902 i Uppsala, död 24 april 1975 i Falun, var en svensk musikdirektör, organist, kompositör och konstnär.
Han var son till kyrkoherden Carl Rogberg och Brita Johansson och från 1924 gift med Anna Margaretha Matilda Zetterlund. Rogberg avlade organistexamen 1922, musiklärarexamen 1924 samt kyrkosångarexamen 1930.
Han var organist i Falu Kristine kyrka 1926–1951, och lärare i sång, instrumentalmusik och musikhistoria vid Högre allmänna läroverket i Falun 1940–1951. Från 1951 fram till pensionering var han musiklärare vid Landskrona högre allmänna läroverk. 
Rogberg gjorde ett antal körarrangemang på svenska folkvisor bland annat Kullerullvisan och Svärdsjöpolska. Hans mest kända komposition är Härjedalens landskapssång, som är en tonsättning av Per Nilsson-Tannérs Härjedalssången ("Det sveper från saviga skogar en il"). 
Han komponerade en opera med titeln Gruvan. Librettot till operan skrevs av Rogberg själv och baserades på handlingen i E.T.A. Hoffmanns "Die Bergwerke zu Falun" och berättelsen om gruvdrängen Fet-Mats. Delar av operan framfördes under 1930- och 1940-talen. Rogberg förstörde själv partituret så verket har gått förlorat.
Som konstnär bedrev Rogberg självstudier inom måleri. Separat ställde han ut sina målningar första gången 1957 på Nystedts konstsalong i Linköping och han medverkade därefter i ett antal samlingsutställningar. Hans konst består av skärgårdsbilder från Bohuslän, stadsmotiv från Landskrona och Skänninge samt landskapsmålningar från den svenska fjällvärlden.